# Union sportive métropolitaine des transports
Pour les articles homonymes, voir US Métro.
L'Union sportive métropolitaine des transports, ou US Métro, est un club omnisports parisien fondé en 1928. Le club est doté depuis sa création d'une revue mensuelle : Le Métro sportif.
Lié à la RATP, le club dispose de neuf sites propriétés de la régie. Le club reste toutefois ouvert à des pratiquants non liés à la RATP, mais les cotisations sont moins importantes pour les salariés de la régie et leurs familles. Le club dispose d'installations sportives à La Croix de Berny dans la commune d'Antony.
Pour la mandature 2018-2022, la présidente du club est Audrey Prieto Rodrígues.

## Historique

### Union sportive métropolitaine
Le 11 mars 1928, 129 agents de la Compagnie du chemin de fer métropolitain de Paris actent la création du club sportif de l'Union sportive des métropolitains. L'association est officiellement déclarée le 19 mars auprès de la préfecture de la Seine. Le rugby est l'une des sept sections constituant le jeune club.

### Union sportive métropolitaine des transports
Le club, entre-temps renommé Union sportive du métropolitain puis Union sportive métropolitaine, fusionne le 17 mars 1945 avec le Club sportif des transports métro, conduisant à la création de l'Union sportive métropolitaine des transports.

## Logos

Évolution du logo
Ancien logo.
Logo actuel.

## Sports pratiqués

### Sections actuelles
- Athlétisme
- Aviron (depuis 1928)
- Aïkido
- Badminton
- Basket-ball - Voir sections : masculine et féminine
- Bowling
- Boxe française
- Canoë-kayak
- Cyclisme
- Cyclotourisme
- Équitation (depuis 1950)
- Escrime (depuis 1928) - Voir article : US Métro (escrime)
- Football (FFF et FSGT)
- Golf
- Haltérophilie (depuis 1928)
- Hockey sur gazon
- Judo Jujitsu Taïso
- Karaté (depuis 1976)
- Montagne et randonnée
- Parachutisme
- Pelote basque (depuis 1921)
- Pentathlon moderne (depuis 1959)
- Plongée
- Pôle sport contact
- Ski
- Tennis
- Tennis de table
- Tir (depuis 1928)
- Tir à l'arc (depuis 1982)
- Triathlon
- Volley-ball
- Yoga

### Anciennes sections
Le baseball, la boxe anglaise, la natation et les sports mécaniques figurent parmi les sections fermées. On trouve aussi :
Handball
Le handball, que ce soit dans sa version à onze ou à sept, était pratiqué au sein du club, au moins dans les années 1940 et 1950. Ainsi, les féminines sont vice-championnes de France à onze en 1950 et 1953 et participent à la première édition du Championnat de France à sept en 1952. Battues en quart de finale par la meilleure équipe du moment (l'École Simon-Siégel), les coéquipières de Marguerite Viala atteignent la finale en 1952-1953. Christiane Thalamy fait également partie de l'équipe de France qui a terminé quatrième du Championnat du monde féminin de handball à onze 1949.
Du côté des hommes, ceux-ci ont notamment participé à la dernière édition de la Coupe de France à onze en 1952-1953, étant battus dès leur entrée en seizièmes de finale après avoir été quart de finaliste la saison précédente. Ils prennent aussi part au premier Championnat de France à sept en 1952-1953.
Hockey sur glace
La section de hockey sur glace est créée en 1951. L'équipe participe pour la première fois à la 1re série en 1954. En 1971, la section se sépare de l'US Métro et s'installe à Viry-Châtillon, formant l'OHC Paris-Viry.
Rugby à XV
À la suite du déclin du Racing Club de France dans les années 1990, les deux équipes seniors fusionnent en 2001, sous le nom de Métro Racing 92, puis le Racing Métro 92 (92 faisant référence au code Insee des Hauts-de-Seine). Les sections amateurs continuent à évoluer indépendamment au sein de leur club respectif. 
Au terme de la saison 2008-2009, le club remonte en Top 14 en remportant le titre de champion de ProD2.
En juin 2012, le club omnisports clôt la section rugby amatrice. Le 10 juin 2015, le Racing Métro 92 se sépare juridiquement de l'US Métro après quatorze saisons d'union, qui a cette occasion est renommé en Racing 92,.